# Centauro

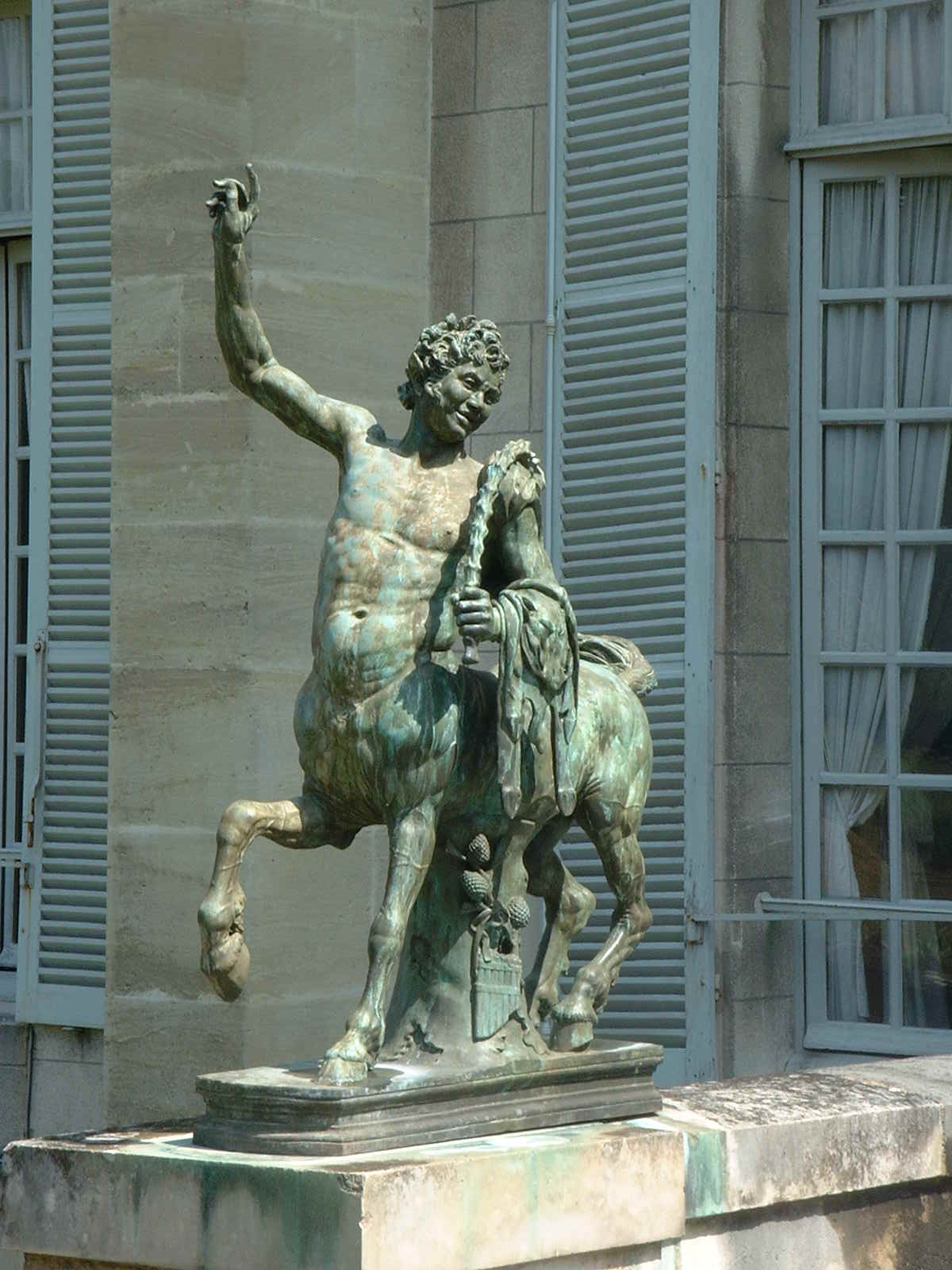
Centauro en bronce del Palacio de Malmaison.

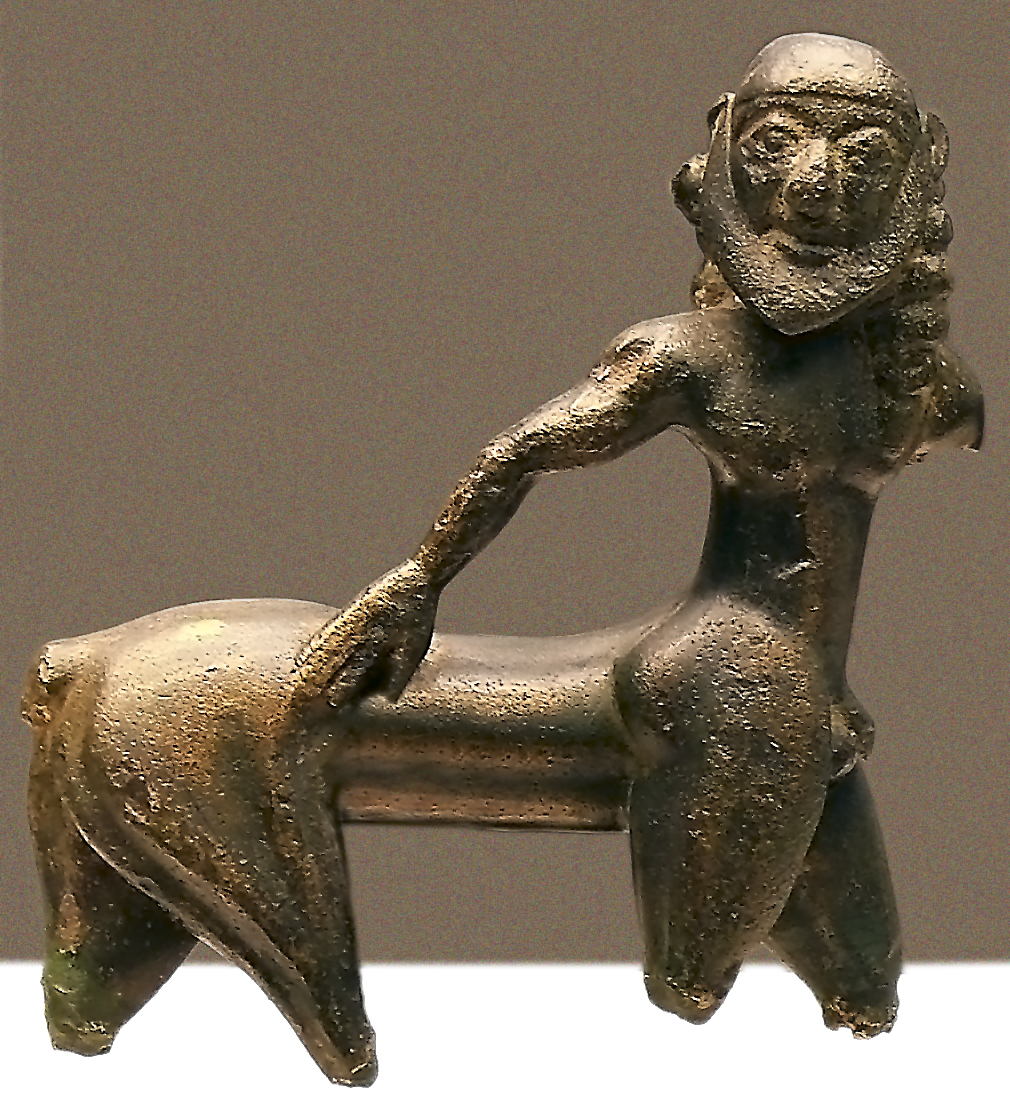
Centauro de Royos, escultura arcaica del Peloponeso, bronce del

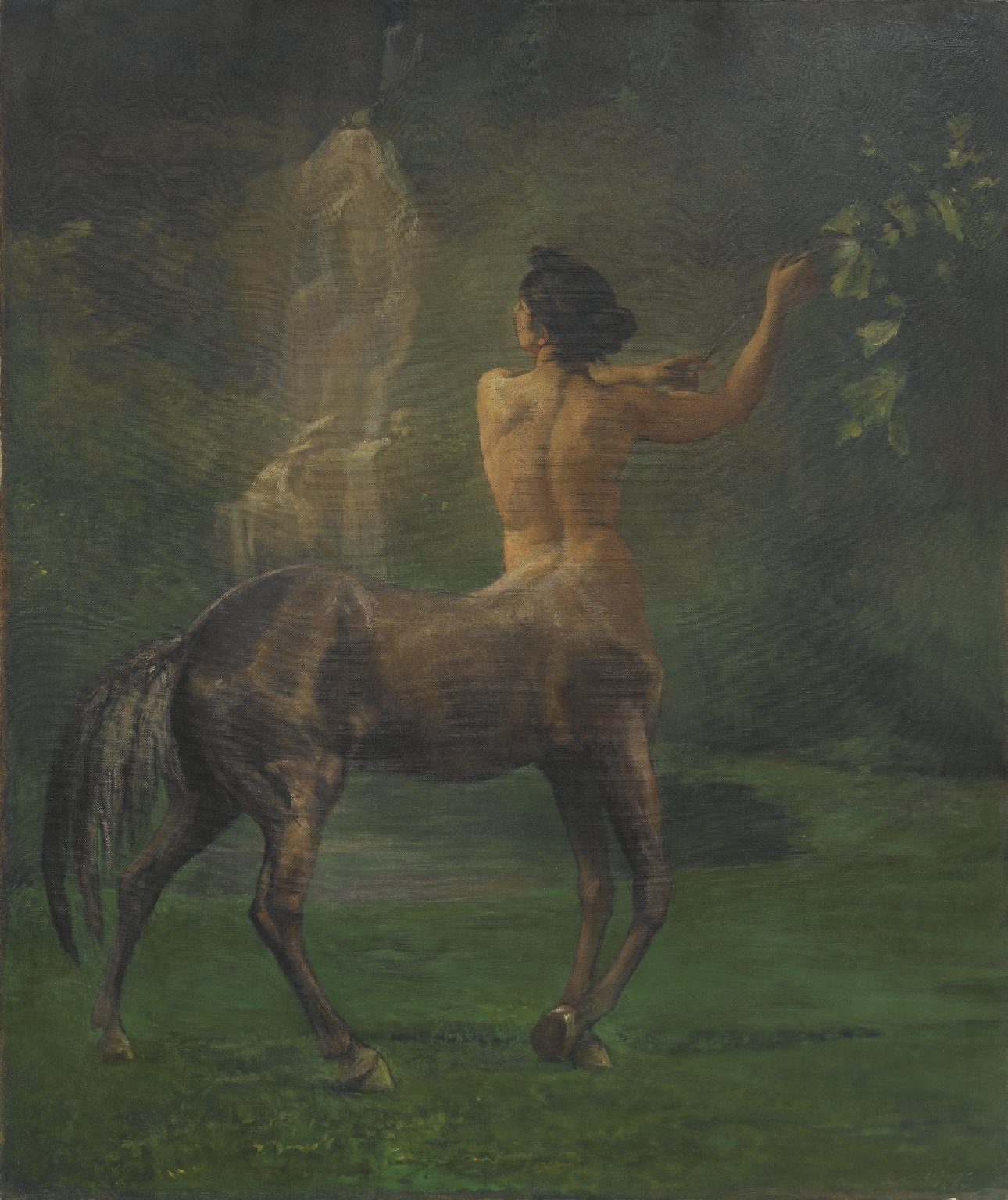
La centáurida, por John La Farge.

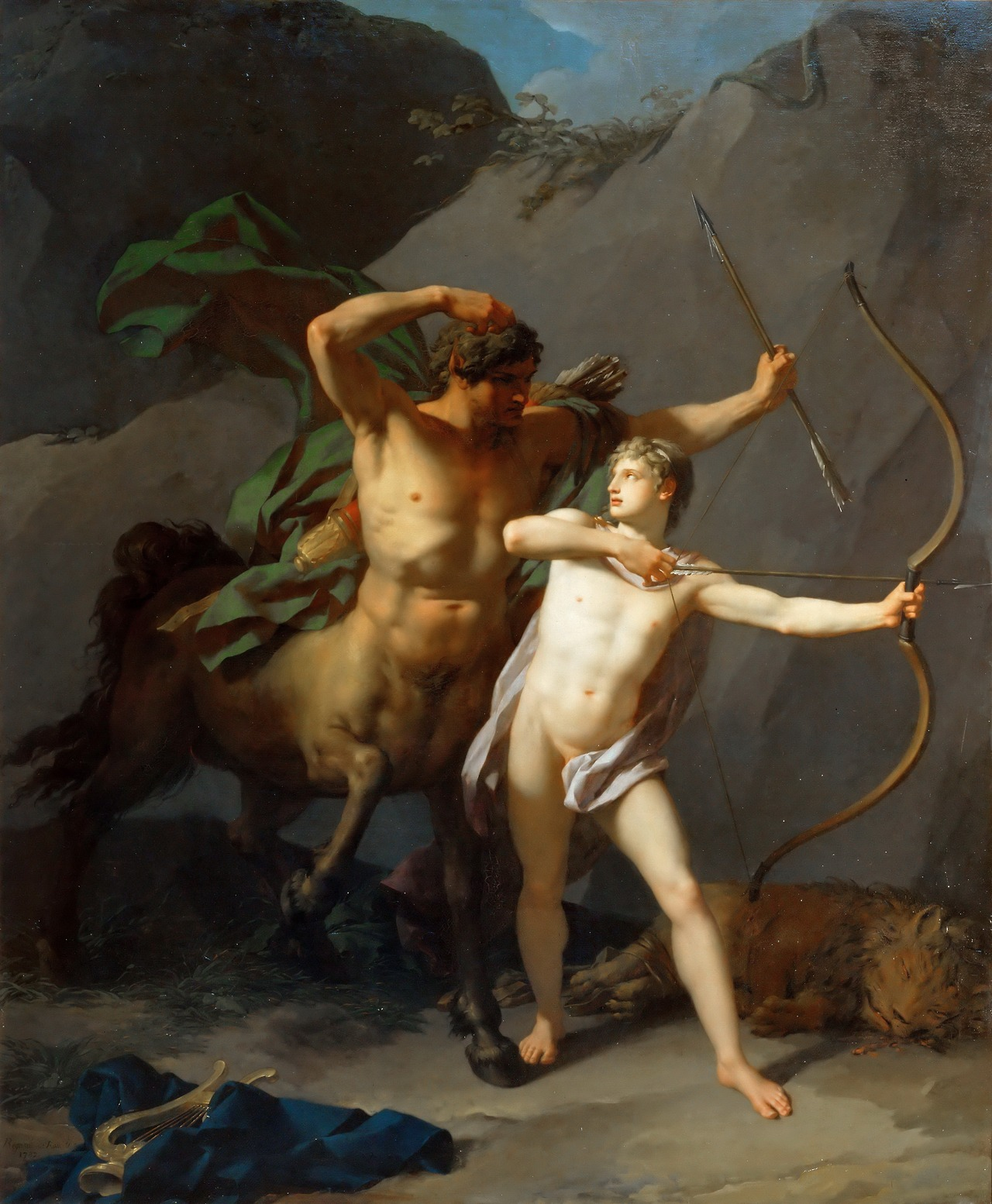
El centauro Quirón educando a Aquiles, por Jean-Baptiste Regnault.

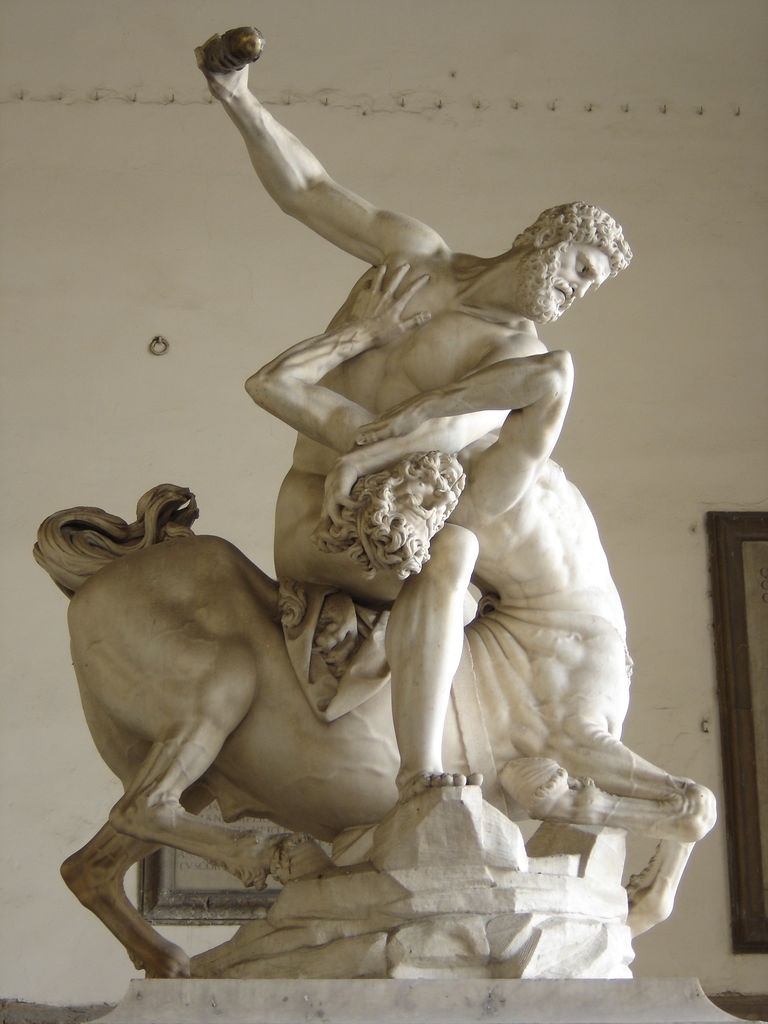
Heracles matando al centauro Neso, por Giambologna, Loggia della Signoria en Florencia.

En la mitología griega, el centauro (en griego: Κένταυρος, Kéntauros; plural Κένταυροι, Kéntauroi; en latín Centaurus/Centauri) es una criatura legendaria con la cabeza, los brazos y el torso de un hombre y el cuerpo y las patas de un caballo. A veces también son denominados como hipocentauros o ixiónidas. Aunque apenas sean citadas, las hembras son llamadas centáurides.
Vivían especialmente en las montañas del Pelión, en Tesalia, y se les consideraba hijos de Centauro —el hijo de Ixión—, y algunas yeguas magnesias, o bien la estirpe de los centauros habían nacido directamente de Ixión y Néfele. Las esposas naturales de esos centauros son las ninfas peliónides (del monte Pelión), hijas innominadas de Quirón. Una tribu de centauros chipriotas nació del semen que Zeus arrojó al suelo, pues Afrodita había conseguido huir de su padre; esos centauros se unieron al tíaso de Dioniso. Algunos de los centauros más célebres poseen una genealogía individual: así Quirón es hijo de Crono y Fílira, en tanto que Folo nació de Sileno y una ninfa melia.
Los centauros son muy conocidos por la lucha que mantuvieron con los lápitas, provocada por su intento de raptar a Hipodamía el día de su boda con Pirítoo, rey de los lápitas y también hijo de Ixión. La riña entre estos primos es una metáfora del conflicto entre los bajos instintos y el comportamiento civilizado en la humanidad y por el famoso centauro (Quirón). Teseo, un héroe y fundador de ciudades que estaba presente, inclinó la balanza del lado del orden correcto de las cosas, y ayudó a Pirítoo. Los centauros huyeron. Escenas de la batalla entre los lápitas y los centauros fueron esculpidas en bajorrelieves en el friso del Partenón, que estaba dedicado a la sabia Atenea.
Como la titanomaquia, la derrota de los titanes por los dioses olímpicos, las contiendas con los centauros representan la lucha entre la civilización y el barbarismo y es conocida como centauromaquia.
En su artículo The Centaur: Its History and Meaning in Human Culture ("El centauro: su historia y su significado en la cultura humana"), Elizabeth Atwood Lawrence afirma que las contiendas entre los centauros y los lapitas tipifican la lucha entre civilización y barbarie.
El personaje general de los centauros es el de seres salvajes, sin leyes ni hospitalidad, esclavos de las pasiones animales. Dos excepciones a esta regla son Folo y Quirón, que expresaban su «buena» naturaleza, siendo centauros sabios y amables.
Entre los centauros, el tercero con una identidad individual es Neso. El episodio mitológico del centauro Neso raptando a Deyanira, la prometida de Heracles, también proporcionó a Giambologna (1529-1608), un escultor flamenco que trabajó en Italia, espléndidas oportunidades de concebir composiciones con dos formas en violenta interacción. Giambologna realizó varias versiones de Neso raptando a Deyanira, representados por los ejemplos conservados en diversos museos. Sus seguidores, como Adriaen de Vries y Pietro Tacca, continuaron esculpiendo incontables repeticiones del tema. Cuando Albert-Ernest Carrier-Belleuse abordó la misma composición de formas en el siglo XIX, la tituló Rapto de Hipodamía.
En antiguas vasijas pintadas áticas los centauros eran representados como seres humanos de frente, con el cuerpo y las patas traseras de un caballo sujetos a la espalda. Posteriormente, fueron hombres solo hasta la cintura. La batalla con los lápitas y la aventura de Heracles con Folo (Apolodoro, II, 5; Diodoro Sículo, IV, 51) son temas favoritos del arte griego.
En Grecia, la constelación del Centauro (Centaurus) fue observada por Eudoxo de Cnido en el siglo IV a. C. y por Arato en el siglo III a. C.

## Catálogo de centauros
De entre los centauros destacan individualmente Quirón, Euritión, Folo, Neso y Asbolo. Asbolo fue un augur entre los centauros que intentó persuadir a los suyos para evitar una inminente guerra.
El escudo de Heracles describe a los bandos de la centauromaquia:  «Al otro lado, frente a los Lapitas, se agrupaban los Centauros en torno al enorme Petreo y al adivino Asbolo, a Arcto, a Ureo, a Mimante de negra cabellera, y a los dos Peucidas, Perimedes y Dríalo. Eran de plata, con mazas de oro en sus manos».
En Las metamorfosis de Ovidio se citan a Abante, Afareo, Afidas, Ámico, Antímaco, Areo, Asbolo, Bienor, Bromo, Cílaro, Clanis, Creneo, Cromis, Ctonio, Demoleón, Dictis, Dorilas, Dríalo, Equeclo, Elimo, Eurínomo, Éurito, Grineo, Hélope, Hípaso, Hodites, Hiles, Imbreo, Ifínoo, Latreo, Licabante, Lícidas, Licopes, Lico, Medonte, Melaneo, Mérmero, Mimante, Monico, Medimno, Ofión, Orneo, Perimedes, Petreo, Peuceo, Fecome, Flegreo, Pisénor, Piracmo, Pireto, Reto, Rifeo, Estifelo, Teleboas, Taumante, Tereo y Ureo.
El la Biblioteca mitológica los centauros moraban en Fóloe (cerca de Psófide), y entre ellos destacaba Folo. Irrumpieron en la cueva embriagados por el olor a vino. Heracles rechazó a Anquio y Agrio con tizones, y asaeteó a Élato en el brazo. Los otros centauros huyeron a sitios diferentes, unos al monte Malea, Euritión a Fóloe, Neso al río Eveno. Poseidón acogió a los demás en Eleusis y los ocultó en un monte.
Diodoro Sículo también recuenta a los centauros arcadios: «de los Centauros que encontraron la muerte, los más famosos eran Dafnis, Argeo y Anfión, así como Hipoción, Oreo, Isoples y Melanquetes, y también Tereo, Dupón y Frixo. A continuación, cada uno de los que habían huido del peligro recibió el merecido castigo. Hómado, por ejemplo, fue muerto en Arcadia, cuando intentaba violar a Alcíone, la hermana de Euristeo».
Nono de Panópolis describe a la estirpe de centauros llamados Fereos («bestiales»), que siguió a Dioniso. Habían nacido de las náyades del río Lamo. «Doce caudillos guiaban a todos ellos: Espargeo, el danzante Gleneo, con Euribio venía su camarada Ceteo, de raras trazas, a Rifono seguía Petreo. También estaba allí el bebedor Esaco y Ortao, con los que marchaban Anfítemis y Fauno, mientras que con Fanes, de bella cornamenta, llegaba su compañero Nomeo».

## Teorías sobre su origen
El escritor Robert Graves especuló con que los centauros de la mitología griega fueran una reminiscencia de una tribu prehelénica que considerase al caballo un tótem.
Por otra parte, Paléfato consideraba que la forma híbrida de los centauros era fruto de un error de percepción por parte de gentes que nunca habían conocido la monta de caballos. Al observar por primera vez a jinetes, habrían tenido la impresión de que eran mitad hombres mitad caballos. Paléfato menciona además una posible etimología del nombre, que vendría a significar «matador de toros».
Algunos dicen que los griegos tomaron la constelación Centaurus, y también su nombre «toro penetrante», de Mesopotamia, donde simboliza al dios Baal, que representa la lluvia y la fertilidad, luchando y perforando con sus cuernos al demonio Mot, que representa la sequía de verano.

## Los centauros en la ficción contemporánea
Los centauros han aparecido muchas veces y en muchos lugares en obras de ficción modernas.
Aunque se dice que la palabra griega kentauros está compuesta por un único morfema —quizá no griego en su origen—, el sufijo -tauro ha sido inventado por escritores y diseñadores de juegos a finales del siglo XX para otros híbridos animal-humanos fantásticos.

## Centáurides
Aunque las mujeres centauros, llamadas centáurides (κενταύριδες), no son nombradas en la literatura arcaica ni en el arte arcaico, aparecen ocasionalmente a partir del periodo helenístico. Un mosaico macedonio de principios del siglo III a. C. que se halla actualmente en el museo arqueológico de la ciudad de Pela es uno de los primeros ejemplos de la presencia de centáurides en el arte.
El autor romano Ovidio en sus Metamorfosis menciona a una centáuride llamada Hilónome, que se suicidó cuando su amante Cílaro murió durante la guerra contra los lápitas.
En la descripción de una pintura que vio en Neápolis, el retórico griego Filóstrato el Viejo presenta a las centáurides como hermanas y esposas de los centauros masculinos que vivían en el monte Pelión con sus hijos.

Qué hermosas son las centáurides, aunque tengan cuerpo de yegua; porque algunas crecen de yeguas blancas, otras de yeguas castañas, y el pelaje de otras es manchado, pero todas brillan como las yeguas bien cuidadas. También hay centáurides blancas que crecen de yeguas negras y la oposición de colores produce una criatura unida de gran hermosura.

## En el campo de la medicina
Dentro del campo de la medicina se conoce con el nombre de genu recurvatum a la condición física que poseen algunas personas de doblar sus rodillas más allá de los 180° habiéndose conocido algunos casos a lo largo de la historia, como los de Robert Huddleston, apodado el «hombre poni»  o el de Ella Harper también llamada «la niña camello».

## Centauros en el arte griego
La representación iconográfica clásica de los centauros que conocemos ha evolucionado bastante desde su posible origen mediooriental en el que vemos hombres-toro alados y hombres-escorpión. Los centauros estaban representados tanto en esculturas, como en sellos y pinturas, pero había dos tipos de representaciones:
- Un hombre completo de cuya espalda surge el cuerpo y los cuartos traseros de un caballo.
- Un caballo de cuyo cuerpo sale la figura humana sólo visible de cintura para arriba.

La primera forma de representación es la que se estandarizará para aquellos Centauros con actitudes humanas, es decir, que como buenos hombres se alejan del consumo exceso de vino y de las violaciones y actúan de manera ejemplar (contraste en cómo ha de ser el hombre frente a cómo no ha de ser: humanos frente a seres híbridos) por ejemplo se utilizaría para Quirón, aunque solo hasta el siglo V a. C., porque la segunda forma de representación se convertirá en la representación más estándar, aunque pudo distinguir a estos Centauros más salvajes frente a los más civilizados.
Podemos ver representaciones de centauros en esculturas de terracota, en relieves, y sobre todo en vasos de figuras rojas y negras. Las escenas más representadas son el mito de Euritón, quien quería violar a Laodamía, la centauromaquia de Heracles y Folo, en la que el centauro le invita a comer y Heracles trae vino, con el que se descontrola Folo, la lucha de Heracles y Neso y la muerte de Quirón. Siempre vamos a encontrar esta fuerte contraposición entre los centauros más civilizados y los menos, como forma de mostrar la moral de la sociedad griega, teniendo a Quirón como el centauro más civilizado, Folo un punto medio, y Neso como el más salvaje.
Normalmete vemos a los centauros utilizando grandes troncos o rocas para pelear, y no armas, lo que, otra vez, indica ese carácter salvaje, que se acentúa con los rasgos de sátiro que se les suelen pintar para mostrar esa hipersexualidad que estos tenían (también eran ejemplo de salvajes). Siempre que vemos representada la muerte de un centauro vemos como el triunfador, es decir, el que le mata, tiene una pose típica poniendo la pierna en el lomo del centauro y agarrándole el pelo, mientras que el centauro se limita a girarse, a veces tocándole la barbilla, y otras simplemente llevando las manos a esta en posición de pedir clemencia, ya que le van a matar.
Quirón, como centauro civilizado y ejemplar es el único que se representa de manera diferente, como se ha dicho más arriba, hasta el siglo V a. C. Con más cuerpo humano que el resto, pero a partir de ahí el cuerpo se le representa igual a todos. Sin embargo, a Quirón lo veremos con cara de hombre normal, y no de sátiro, y con un himatión bien colocado, prenda que utilizaban los hombres de clase alta y con cierto poder, por lo que recalca esa civilización del centauro.
Se suelen ver centauromaquias en vasos de cerámica ática, tanto figuras rojas como negras, ya sea en la imagen principal en la panza del vaso, como en frisos en el cuello o en el pie, complementando una escena principal mitológica. Es habitual ver que los centauros comparten espacio con las amazonas. Las representaciones de centauros son muy típicas en los vasos que se utilizaban para el vino, por su carácter de ebrios, como los sátiros, encontrando así una relación clara entre contenido y continente. Estos vasos son:
- Ánforas, y Estamnos (para el almacenaje de este).
- Crateras, sobre todo de cáliz (para la mezcla del vino con el agua).
- Enócoes (para verterlo).
- Cántaros y Cílicas (para beberlo).[26][27][28][29]

## Etimología
La palabra griega kéntauros se considera generalmente de origen oscuro. La etimología de ken + tauros, 'toro penetrante', fue una sugerencia del euhemerista en el texto racionalizador de Paléfato sobre mitología griega, Sobre cuentos increíbles (Περὶ ἀπίστων), que incluía a los arqueros montados de un pueblo llamado Néfele eliminando una manada de toros que eran el azote del reino de Ixión. Otra posible etimología relacionada puede ser "matador de toros".

## Mitos relacionados

### India
El sello cilíndrico de Kalibangan, datado en torno al 2600-1900 a. C., hallado en el yacimiento de la civilización del Valle del Indo muestra una batalla entre hombres en presencia de criaturas parecidas a centauros. Otras fuentes afirman que las criaturas representadas son en realidad mitad humanas y mitad tigres, que posteriormente evolucionaron hasta convertirse en la hindú Diosa de la Guerra. Estos sellos son también una prueba de las relaciones India-Mesopotamia en el tercer milenio a. C.
En una leyenda popular asociada al Templo Pazhaya Sreekanteswaram en Thiruvananthapuram, la maldición de un santo Brahmán transformó a un apuesto príncipe Yadava en una criatura con cuerpo de caballo y la cabeza, brazos y torso del príncipe en lugar de la cabeza y el cuello del caballo.
El Reino Kinnara, otra criatura mítica mitad hombre, mitad caballo de la poesía épica india, apareció en varios textos antiguos, artes y esculturas de toda la India. Se muestra como un caballo con el torso de un hombre donde estaría la cabeza del caballo, y es similar a un centauro griego.

### Rusia
En el arte popular ruso y en los grabados lubok de los siglos XVII y XIX apareció una criatura mitad humana y mitad equina con aspecto de centauro llamada Polkan. Polkan se basa originalmente en Pulicane, un medio perro del poema I Reali di Francia de Andrea da Barberino, que en su día fue popular en el mundo eslavo en traducciones prosaicas.

## Galería

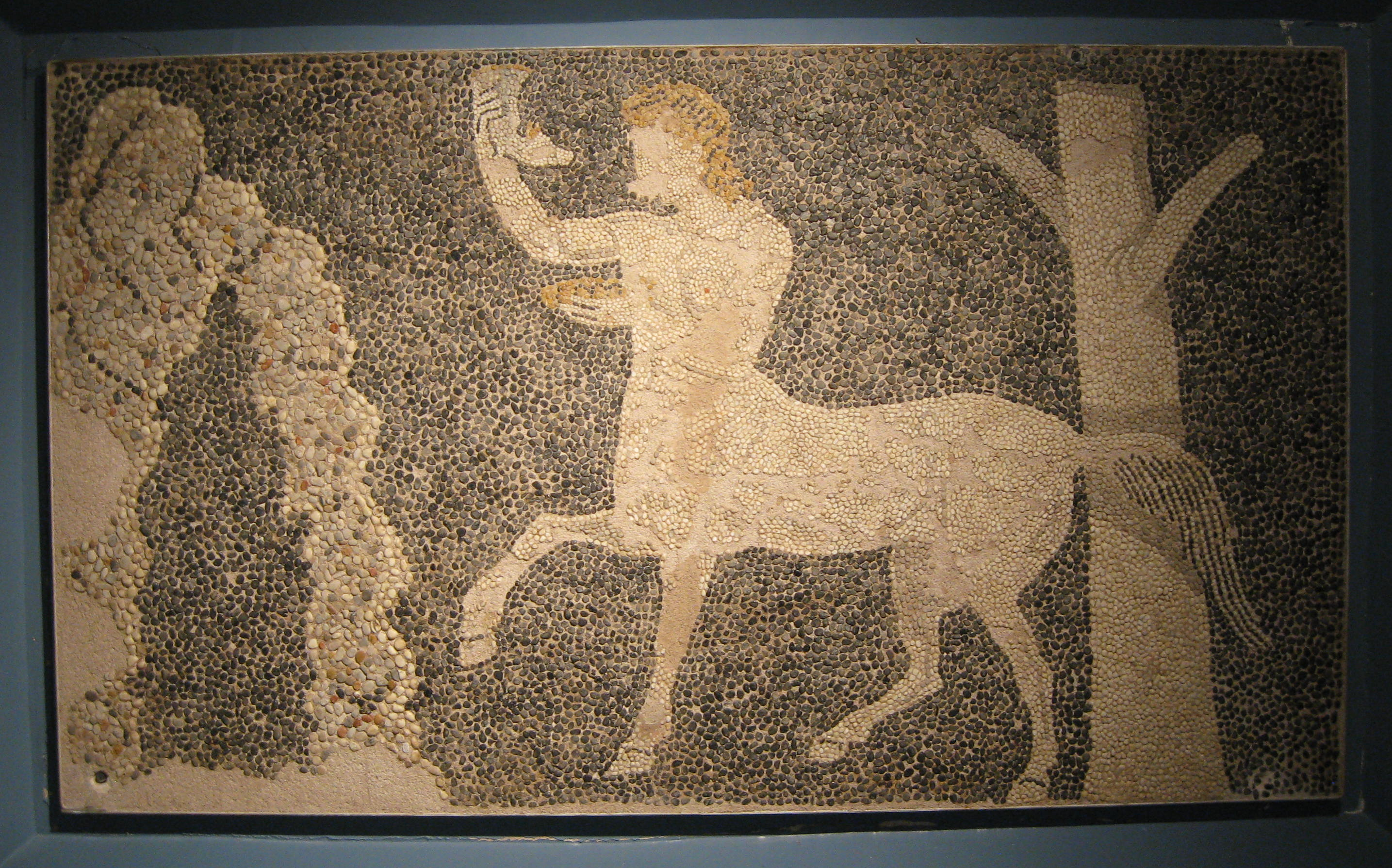
Mosaico del s. III a. C. expuesto en el Museo Arqueológico de Pela.
La «Batalla de centauros y fieras» se realizó para el comedor de la Villa Adriana, y se calcula que se hizo entre los años 120 y 130 d. C. El mosaico reside ahora en el Altes Museum de Berlín.
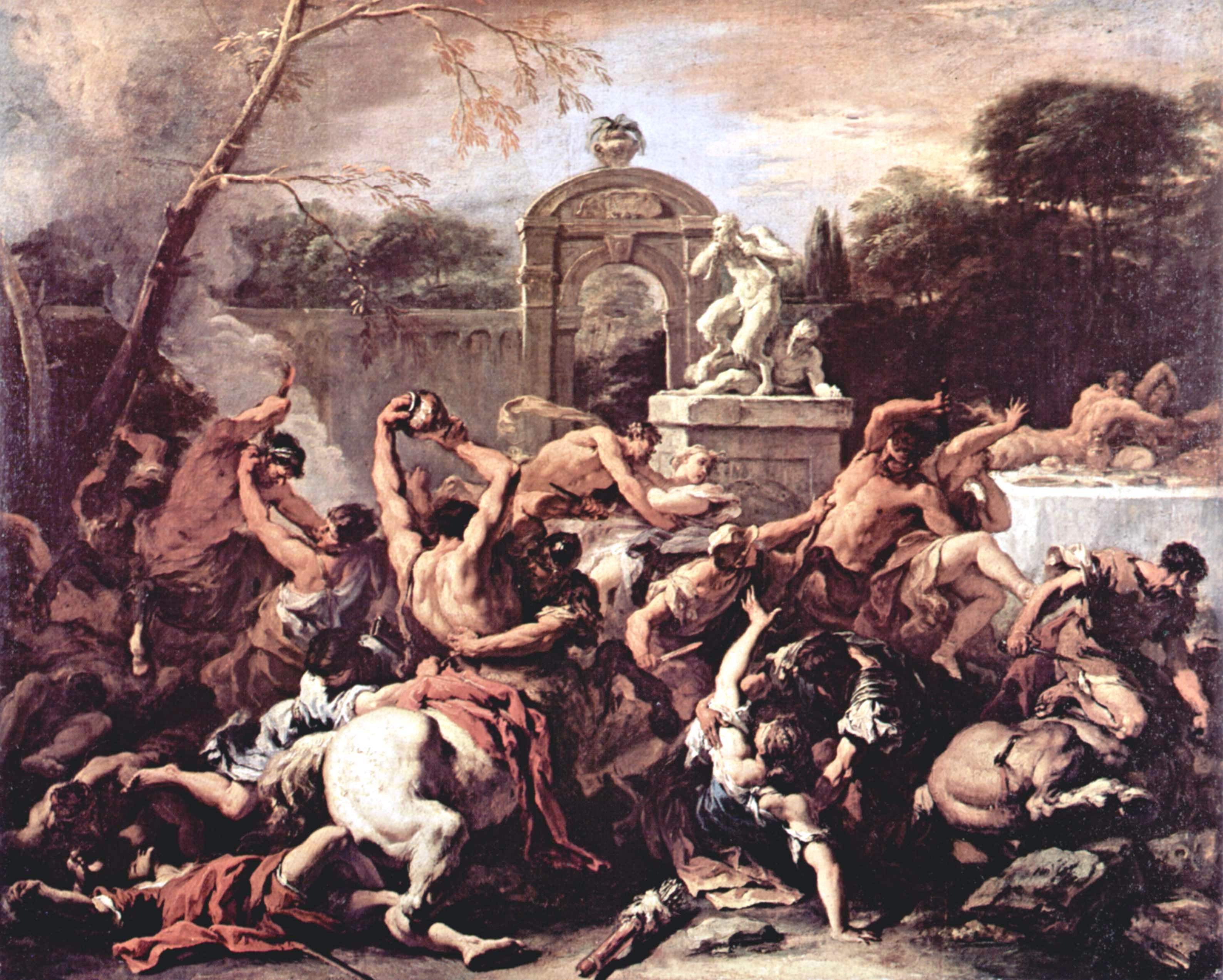
Pintura de Sebastiano Ricci, de centauros en las bodas de Pirítoo, rey de los lapitas.
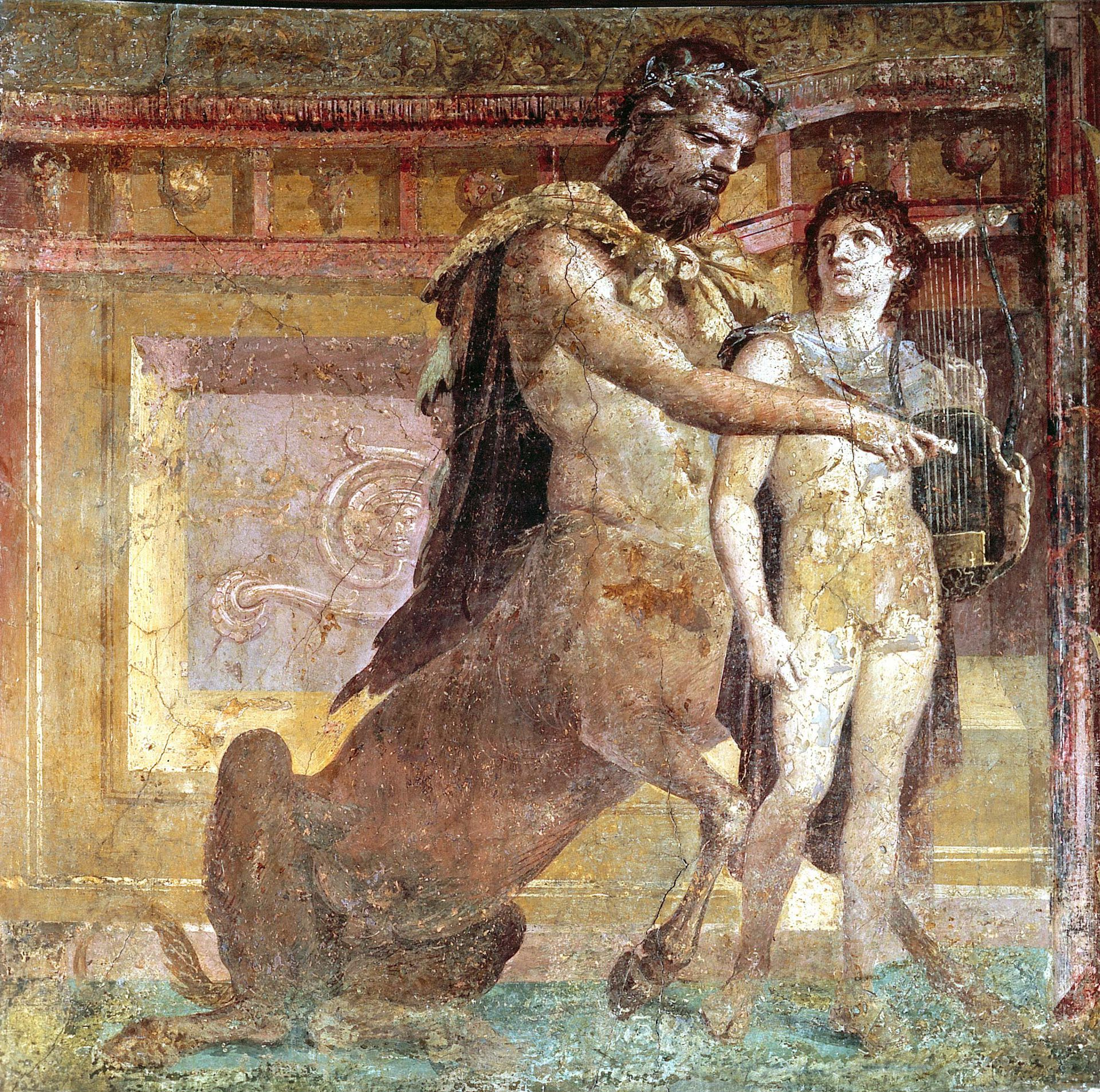
El centauro Quirón enseñando a Aquiles a tocar la lira, fresco romano de Herculano, siglo I d. C.